# Wong Kay-ying
Wong Kai-ying (o Huang Qijing ; Xiqiao, 1815 – 1886) è stato un artista marziale cinese, maestro di Kung Fu Hung Gar nel XVIII secolo, allievo di Luk Ah-choi e una delle Dieci tigri del Guangdong.

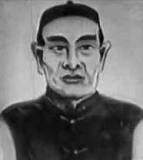
Ritratto di Wong Kay-ying

Nato a Xiqiao nella provincia di Nanhai, da giovane si esibiva come acrobata sui cigli delle strade. Durante un'esibizione nei pressi della residenza di un ufficiale, venne notato da Luk Ah-choi che lo prese come allievo.
Studiò presso Luk per dieci anni, al termine dei quali divenne istruttore di arti marziali presso la fanteria del Guangdong. Grazie ai soldi guadagnati nel corso di quegli anni, poté aprire un negozio di erboristeria dove insegnava anche il suo kung fu. Questo locale si chiamava Bao Chi-lam.
Insegnò le arti marziali a suo figlio Wong Fei-hung.